# Синано (авианосец)
«Синано» (яп. 信濃, англ. Shinano) — авианосец Императорского флота Японии времён Второй мировой войны, крупнейший авианосец того времени.

## Строительство
«Синано» должен был стать одним из трёх сверхмощных линейных кораблей типа «Ямато». В авианосец же его начали переоборудовать после битвы за Мидуэй, в которой Императорский флот потерял сразу четыре своих сильнейших авианосца.
«Синано» был заложен, согласно Четвёртой программе пополнения флота, 4 мая 1940 года (корпус № 110), как 3-й из 4-х линкоров типа Ямато, на военно-морской верфи Йокосука (район Токио). 
Своё название корабль получил в честь исторической провинции Синано в центре о. Хонсю; так же называется и самая длинная река в Японии.
В декабре 1941 года, после выполнения около 50 % работ, строительство было заморожено (корпус № 111 прекратили строить на месяц раньше). Только летом 1942 года было принято решение достраивать его уже как авианосец. Проект был разработан вице-адмиралом Фукуда (главный конструктор «Ямато») и начальником военно-морского технического отдела вице-адмиралом Сейити Ивамура.
Многое изменить уже было невозможно, бронирование конструктивно входило в состав силовой структуры корпуса — его удалось только уменьшить вдвое. Первоначальный проект предусматривал размещение 18 самолётов, но в окончательном удалось разместить 42 самолёта (максимальная авиагруппа 47 самолётов — к примеру, в два раза меньший «Сёкаку» нёс 84 самолёта).
Синано был классифицирован как авианосец поддержки с задачей обеспечения ударных авиагрупп первой линии (топливом, боеприпасами, резервными самолётами, ремонтом авиатехники).
До 1960 года «Синано» оставался крупнейшим авианосцем в мире, пока его не превзошёл атомный «Enterprise». 
Также он оказался единственным крупным кораблём современности, который не имеет официальных фотографий — во время постройки делать это было запрещено из соображений секретности, а из первого же своего похода корабль не вернулся.
Строительство велось ускоренными темпами, и к 5 октября 1944 года «Синано» был готов к спуску на воду. Однако во время спуска в сухом доке сорвало батопорт, хлынувшая в док вода подняла корабль с кильблоков и несколько раз ударила его о стенки дока. Были раненые и среди моряков, и среди гражданских лиц. Корабль пришлось ещё на три недели ставить в док для ремонта.
Командиром корабля 15 августа 1944 был назначен тайса (капитан 1-го ранга) Тосио Абэ (во время сражения у атолла Мидуэй он командовал 10-м дивизионом эскадренных миноносцев, с 1943 года — дивизией крейсеров); когда «Синано» присоединился бы к боевым соединениям, Тосио Абэ должен был получить звание контр-адмирала.
18 ноября укомплектован для проведения испытания. 19 ноября на авианосце подняли военно-морской флаг.

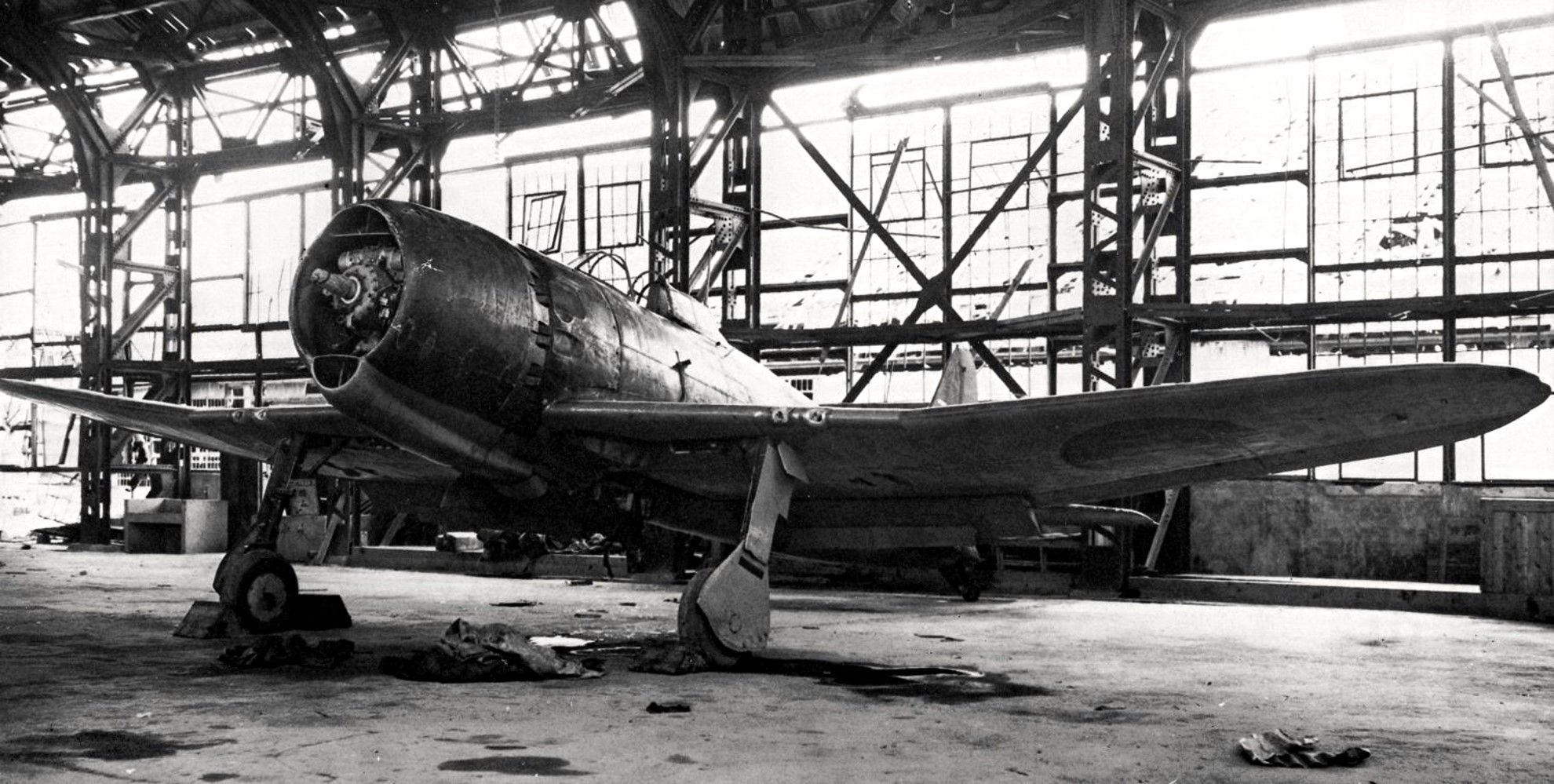
Истребитель A7M2 «Реппу». Самолёты этого типа должны были входить в состав авиакрыла «Синано».

## Конструкция

### Корпус
На бронирование приходилось 17 694 т.
Энергетическая установка (СЭУ) — та же, что и на «Ямато».
Мог взять на борт 411 т авиатоплива, 96 т авиационных масел, 200 т воды.
4 100 т приходилось на полётную палубу, которая была выполнена из 76-мм броневых плит на 19-мм стальной подложке (должна была выдерживать попадание 500 фунтовых бомб) Сама палуба покрыта смесью каучука и цемента.
У противников, в американских ВМС, авианосцы с бронированной палубой появились только после окончания войны («Мидуэй», 1946 год).
Полетная палуба выполнена в виде надстройки (256 м на 40 м), а островная надстройка скопирована с авианосца «Тайхо». Ангар одноэтажный размерами: длина 167 м, высота 5 м.
Самолётоподъемника два — носовой 15×14 м, кормовой — 13×13 м. Катапульт нет. Один 12-тонный кран.

Конструкция противоторпедной защиты идентична с головным кораблем, а количество водонепроницаемых отсеков было доведено до 1147.

### Зенитное вооружение[2]
По проекту должно было состоять из новых орудий «Тип 98» (как на «Тайхо»), но из-за их отсутствия поставили «Тип 89».

Малокалиберная зенитная артиллерия состояла из 35х3 25-мм автоматов «Тип 96». Перед выходом в первый поход дополнительно в срочном порядке разместили ещё 40 одноствольных автоматов. Установок НУР было 12, каждая 28-ствольная. 

Система Управления Зенитным Огнём — аналогична «Тайхо», но количество главных КДП доведено до 3.

## Поход и гибель
Ввиду усиливающихся бомбардировок Японии авиацией ВВС и ВМС США для завершения всех работ было решено перевести «Синано» во Внутреннее море, на военно-морскую базу Куре. На корабль были помещены 50 самолётов и 9 катеров для камикадзе, собственная авиагруппа должна была разместиться на «Синано» уже после перехода.
Командир Абэ имел информацию о том, что вблизи побережья Японии действуют крупные силы американских подводных лодок. Но он рассчитывал, что большая скорость авианосца позволит ему оторваться от подводников, а значительная броня бортового пояса выдержит попадание нескольких торпед без особых повреждений.
Командиру «Синано» предлагали идти днём и держаться ближе к береговой черте, но он отдал приказ выйти ночью, для обеспечения скрытности, и следовать мористее.

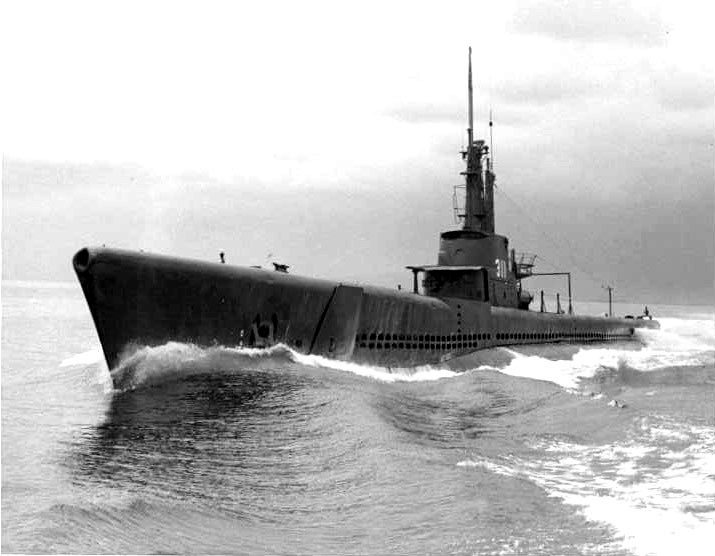
USS «Archerfish» USS Archerfish (SS-311)

В 18:00 28 ноября 1944 года «Синано» вышел в открытое море. Его сопровождал эскорт из эсминцев «Исокадзэ», «Юкикадзэ» и «Хамакадзэ» (все — типа «Кагэро»). Авиационного противолодочного прикрытия у корабля не было.
В 20:48 радар одиночной американской подводной лодки «Арчерфиш» (командир — Джозеф Энрайт) обнаружил цель в 12 милях по пеленгу 30 градусов.
В 22:45 сигнальщики «Синано» обнаружили неопознанный корабль справа по курсу авианосца. На перехват вышел эсминец «Исокадзэ». Но приказом командира Абэ он был возвращён в строй — видимо, командир «Синано» не хотел распылять силы для охоты на сравнительно не опасную одиночную лодку.
Всю ночь «Арчерфиш» гналась за идущим 20-узловой скоростью противолодочным зигзагом строем японских кораблей (уже идя на переход, «Синано» имел исправными 8 из 12 котлов). При этом около 22:30 «Синано» был вынужден уменьшить скорость до 18 узлов из-за перегрева подшипника одного из гребных валов. Скорости авианосца и охотившейся на него подводной лодки сравнялись.

### Гибель
В 3:17 29 ноября SS-311 «Арчерфиш» произвела залп из носовых торпедных аппаратов. Всего было выпущено шесть торпед. Четыре из них попали в цель (когда в борт попала первая, пятая только покидала ТА) — все в центральную часть правого борта.
Сразу после торпедной атаки сопровождавшие «Синано» эсминцы атаковали подлодку глубинными бомбами, сбросив всего 14 штук, но «Арчерфиш» благополучно ушёл из-под удара.
Командир «Синано», посчитав повреждения неопасными, принял решение продолжать движения с прежней скоростью. Однако недостроенный и не испытанный корабль оказался слишком уязвим для полученных повреждений. На «Синано» не было установлено всё необходимое оборудование — в частности, насосы для откачки воды. Водонепроницаемые переборки не были проверены на герметичность — в них имелись неплотности в местах прохода кабелей и других коммуникаций, не были уплотнены сальники трубопроводов и кабелей.
Команда авианосца на время перехода была набрана из экипажей других кораблей и недостаточно сработалась, что не могло не отразиться на эффективности борьбы за живучесть корабля.
К 9:00 на «Синано» была полностью прекращена подача энергии. Крен составлял более 20 градусов.
Эсминцы сделали безуспешную попытку отбуксировать тонущий корабль ближе к берегу.
Около 10 часов началась операция по снятию команды, эсминцы подошли к гибнущему кораблю.
В 10:55 «Синано» начал быстро погружаться в воду и затонул через 17 часов после выхода в свой первый боевой поход (через 7 часов после попадания торпед) в 65 милях от ближайшего побережья (33°07′00″ с. ш. 137°04′00″ в. д.)
Эсминцы эскорта во время спасательной операции приняли на борт 1080 человек из экипажа «Синано», 1435 человек были объявлены пропавшими без вести.
Капитан 1-го ранга Абэ и находящийся при нём вахтенный сёи (младший лейтенант) Ясуда отказались покинуть тонущий корабль.

«Синано» погиб, как и все корабли типа «Ямато», в результате потери остойчивости (переворачивания).
В заключении Отчет Технической миссии США в Японии отметил: «Из всех, с точки зрения японцев военно-морских катастроф потеря «Синано» была наиболее удручающей. Третий и последний из боевых суперкораблей был потоплен на второй день своего боевого похода. Шок, который пережило японское военно-морское министерство, легче представить, чем описать».